# Temple (Londres)
Temple es un barrio del municipio londinense de la City de Londres. Toma su nombre de la iglesia del Temple y  es uno de los principales distritos legales de la capital y un notable centro del Derecho inglés, tanto históricamente como en la actualidad. La zona de Temple de la City de Londres está formada por el Inner Temple y el Middle Temple, que son dos de las cuatro Inns of Court y actúan como autoridades locales dentro de sus zonas, reemplazando así a la Corporación de la City de Londres.
Los Reales Tribunales de Justicia están justo al norte y la estación de metro de Temple está situada al oeste en la Ciudad de Westminster. El área de Temple está aproximadamente limitada por el río Támesis (Victoria Embankment) al sur, Surrey Street al oeste, The Strand y Fleet Street al norte y Carmelite Street y Whitefriars Street al este.
Alberga muchos despachos y oficinas de abogados, así como algunas instituciones jurídicas notables, como el Tribunal de Apelaciones en materia de Empleo. El Instituto Internacional de Estudios Estratégicos tiene su sede en Arundel House.